# Karol Górski
Karol Górski (30. dubna 1903 Oděsa – 11. prosince 1988 Toruň) byl polský profesor historie.

## Životopis
Karol Górski se narodil 30. května (17. května v juliánském kalendáři) 1903 do rodiny Kazimíra a Anastázie. Dětství prožil v Oděse. V roce 1919 se rodina Górských přestěhovala do Varšavy, kde Karol pokračoval ve vzdělávání na soukromém gymnáziu Kazimierze Kulwieće. Od mládí se angažoval v katolických organizacích, mimo jiné v Katolickém akademickém sdružení mládeže „Odrodzenie“ a Katolické akci. V roce 1920 se jako dobrovolník zúčastnil polsko-sovětské války.
Po složení maturitních zkoušek v roce 1921 nastoupil na Jagellonskou univerzitu ke studiu historie. Své badatelské zájmy rozvíjel pod vedením profesora Romana Grodeckého a profesora Władysława Semkowicze. Studium ukončil v roce 1925 a jeho diplomová práce Ród Odrowążów w wiekach średnich (Rod Odrowążů ve středověku), obhájená 9. března 1927, se stala základem pro udělení doktorátu.
V letech 1927 až 1928 sloužil vojenskou službu v Grudziądzu.
V roce 1932 se habilitoval na univerzitě v Poznani. V následujících letech hrál významnou roli ve vzdělávacím a univerzitním životě Poznaně, vyučoval historii a věnoval se výzkumu dějin křižáckého řádu v Pomořansku. V roce 1933 byla schválena Górského habilitační práce Pomořany v době třináctileté války. K probuzení jeho zájmu o středověkou kulturu přispěla i cesta do Itálie a Švýcarska, kterou podnikl v roce 1938.
Během německé invaze do Polska v září 1939 se jako důstojník jezdectva zúčastnil bojů a byl vyznamenán stříbrným křížem Virtuti Militari. Během pobytu v zajateckém táboře v Brunšviku a později ve Woldenbergu přednášel o polských dějinách.
Akademický rok 1945/1946 byl počátkem Górského dlouholetého působení na univerzitě v Toruni. Na podzim roku 1956 založil v Toruni Klub katolické inteligence. Profesorem byl jmenován 3. listopadu 1957 a stal se vedoucím katedry obecných starověkých a středověkých dějin na téže univerzitě. V letech 1959 až 1963 působil jako ředitel Historického ústavu. Vedle výzkumu Východního Pomořanska po roce 1466, baltské oblasti a dějin státu a Řádu německých rytířů se mimo jiné Górski věnoval také (často průkopnicky) dějinám duchovního života a edicím historických pramenů. Ve vatikánských archivech prováděl výzkum na téma Mikuláše Koperníka. Účastí na setkáních polských a německých historiků přispěl k uvedení tematiky Řádu německých rytířů do mezinárodního diskurzu.
V roce 1979 dostal čestný doktorát na Toruňské univerzitě, o pět let později mu čestný doktorát udělila i Vratislavská univerzita.
Zemřel 11. prosince 1988 v Toruni.